# Frankfort (Maine)
Frankfort – miasto w Stanach Zjednoczonych, w stanie Maine, w hrabstwie Waldo.